# Gilbert May
Pour les articles homonymes, voir May.
Gilbert May, né le 14 février 1925 à Strasbourg et mort le 12 octobre 2013 dans la même ville, est un chef d'entreprise, ancien déporté résistant. Il est l'un des rares juifs alsaciens à avoir été déporté dans le camp de concentration du Struthof.

## Éléments de biographie

### Jeunesse
Gilbert May naît à Strasbourg le 14 février 1925,.
Le 2 septembre 1939, la déclaration de guerre entraîne l’évacuation de la capitale alsacienne. La famille s’installe vers Saumur. L’armistice du 22 juin 1940 et l’annexion de fait de l’Alsace-Moselle ne leur permet pas de rentrer à Strasbourg. Ils s’installent donc à Saint-Amand-Montrond dans le Cher. Gilbert échappe à l’incorporation de force et étudie le droit à l’Université de Strasbourg, évacuée alors à Clermont-Ferrand.

### Résistance et déportation
En 1943, il entre dans la Résistance afin d’aider à cacher les enfants juifs. Avec son père et son frère, il confectionne et fournit des faux papiers aux Juifs persécutés. Il participe aussi aux parachutages d’armes et de nourriture en provenance d’Afrique du Nord.
Recherché pour son activisme résistant, il rejoint le mouvement « Libération-Sud » en 1943 et intègre un maquis du département de la Creuse. En 1944, il est membre du maquis « Cher Sud », « compagnie Surcouf ».
Son père est fusillé par la Milice française à Saint-Amand-Montrond le 4 juillet 1944. À la même époque, le maquis de soixante hommes où se trouvent les deux frères à Saint-Dizier-Leyrenne près de Bourganeuf est attaqué par un régiment de la Division SS Das Reich de 1 200 hommes armés de mitrailleuses lourdes et de mortiers qui montait vers la Normandie.
Neuf hommes sont blessés dans le groupe dont Gilbert May qui est atteint par une balle dans la gorge. Son frère Jean-Pierre présent à ses côtés le panse, et tous les blessés sont allongés dans l'herbe. Quand les SS donnent l’assaut, son frère le maintient debout. Les huit blessés restés allongés sur le sol sont abattus d’une balle dans le crâne.
Transféré dans une prison près de Cologne, Jean-Pierre May est abattu le 21 janvier 1945. Gilbert May est interné à la prison de Clermont-Ferrand sous le nom de Jean Michot, puis déporté vers le camp de concentration de Natzweiler-Struthof (Alsace) le 30 août 1944  sous le matricule 26645 .
Après l’évacuation du Struthof en septembre, Gilbert May est transféré au Kommando d’Augsbourg où les déportés creusent une usine souterraine pour Messerschmitt.
Atteint d’une double pneumonie, il est conduit à Dachau avant d’être envoyé dans un nouveau Kommando, celui de Kaufering -Landsberg, où il participe à la construction de baraques. Lorsque ce Kommando est évacué le 15 avril 1945, Gilbert May est entraîné dans une marche de la mort de deux jours pour retourner à Dachau.
Le 29 avril 1945 à 17h, les troupes américaines entrent dans le camp de Dachau et le libèrent.

### Le témoin
À son retour de déportation, Gilbert May reprend ses études et rentre à Strasbourg où il se marie et dirige des affaires dans le domaine des vins, des emballages métalliques et de la confection.
Gilbert May est très engagé sur le plan associatif pour la mémoire de la Résistance et de la Déportation :
- Vice-président national des Anciens de Dachau,
- Trésorier national de l’UNADIF (Union Nationale des Déportés Internés et Familles) et de la FNDIR (Fédération Nationale des Déportés Internés de la Résistance),
- Président départemental de l’UNADIF et de la FNDIR.
- Membre de la commission exécutive du Struthof,
- Vice-président du Comité d’action de la Résistance,
- Membre de la commission départementale et membre de la commission de solidarité de l’ONAC.
- Président d’honneur de la Licra Strasbourg

Il s’occupe également de l’UFAC et du Concours national de la résistance et de la déportation.
Toujours présent aux manifestations organisées en mémoire des victimes, il continue à transmettre son message aux jeunes générations :
« Zakhor !. Car si par malheur vous ne continuiez pas à rappeler le souvenir de cette tragique période, les millions de victimes du nazisme seraient morts pour rien. »
Marié, il est père de deux fils, de quatre petits enfants et huit fois arrière grand-père.
Gilbert May meurt le 12 octobre 2013 à Strasbourg à l'âge de 88 ans. Il repose au cimetière israélite de Cronenbourg situé dans la même ville.

Dernière apparition publique de Gilbert May à l’occasion du Yom HaShoah le 7 avril 2013.
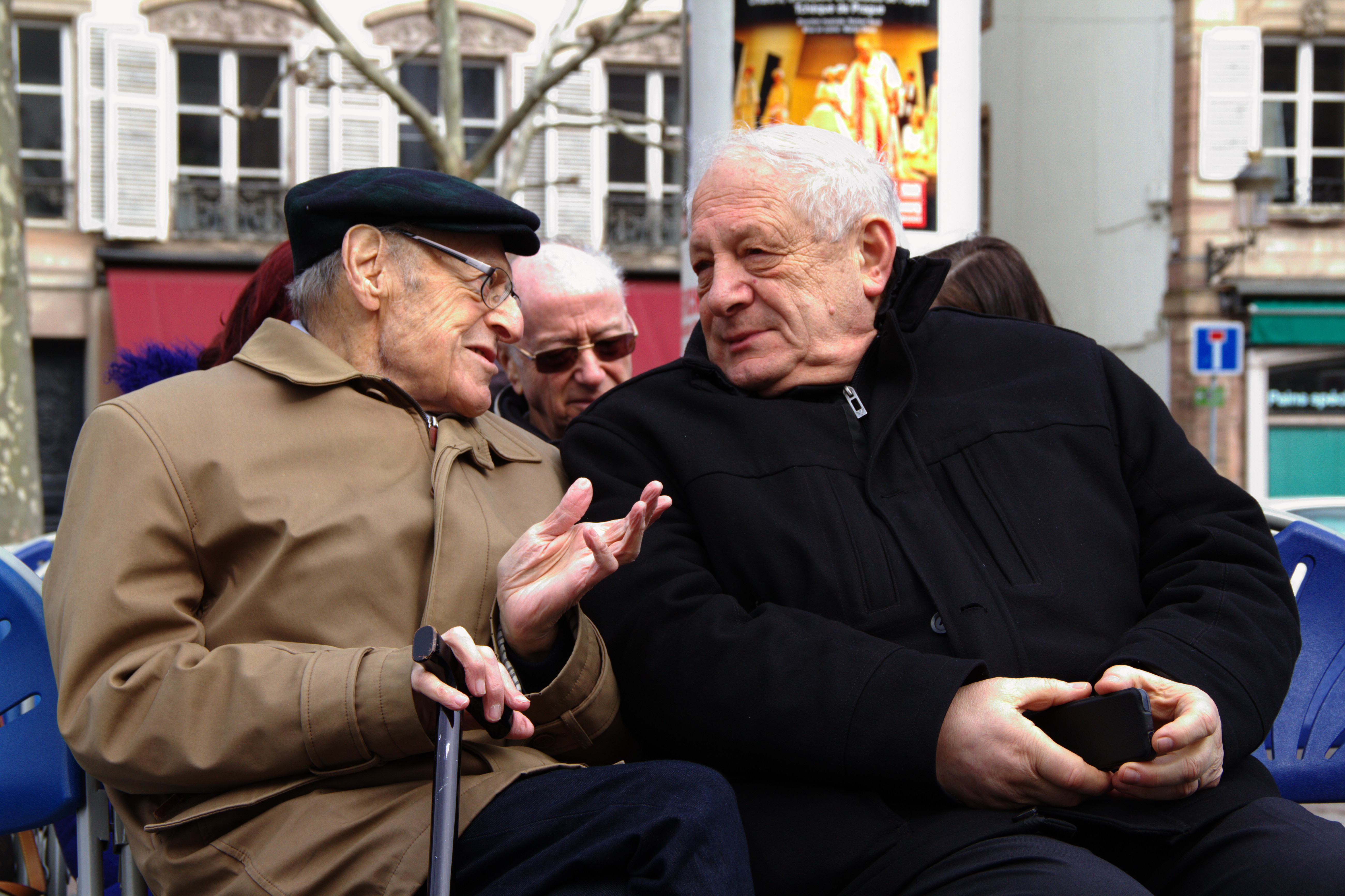
Gilbert May et Pierre Lévy, président du CRIF-Alsace, et à l’arrière plan Freddy Raphaël, pendant la lecture des noms à l’occasion du Yom HaShoah, place Broglie à Strasbourg le 7 avril 2013.
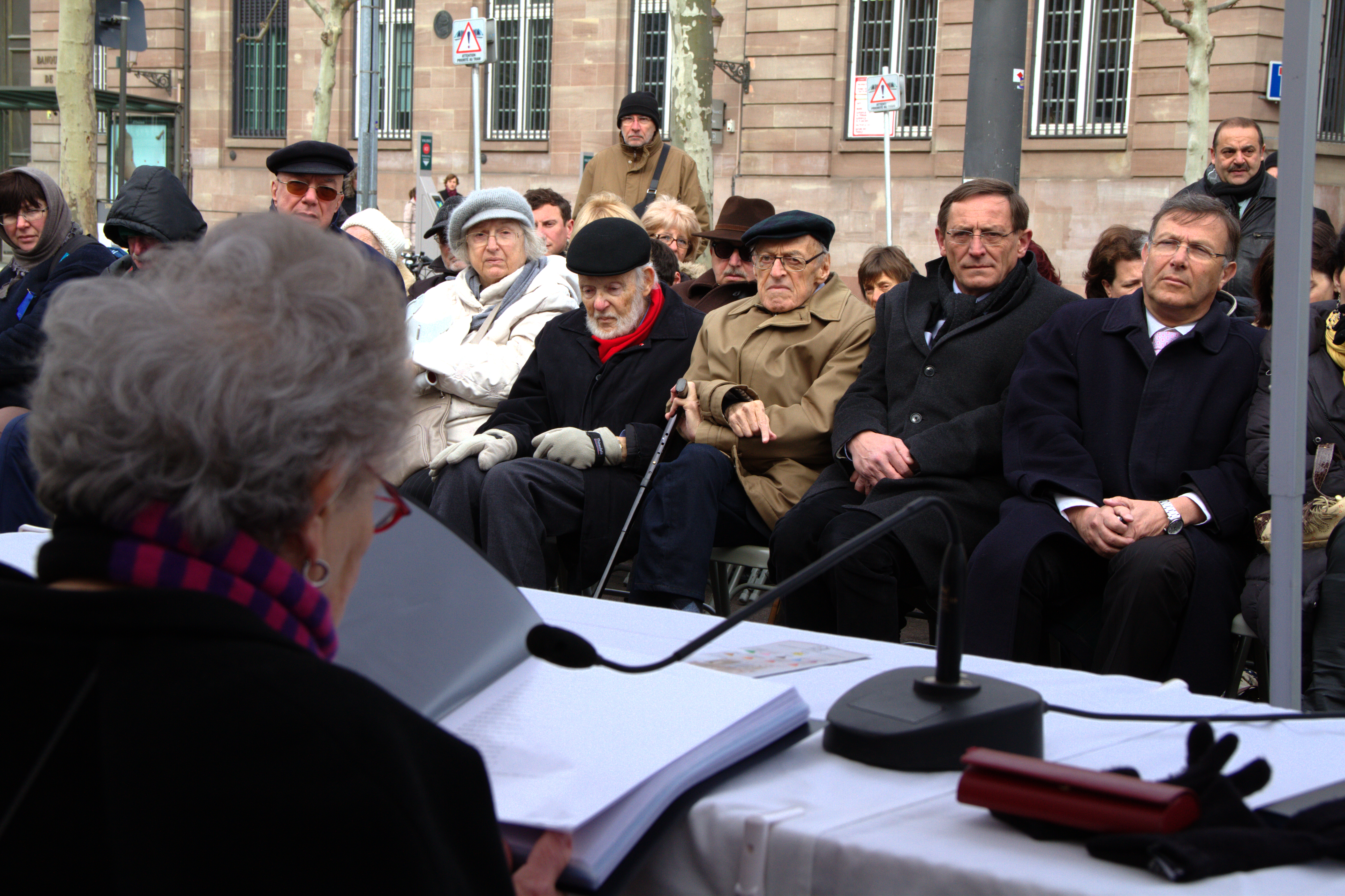
Gilbert May, entouré à sa droite par Léon Nisand et à sa gauche Robert Hermann, adjoint au maire de Strasbourg et Raphaël Nisand, maire de Schiltigheim, à l’occasion du Yom HaShoah le 7 avril 2013.

## Distinctions
- Officier de la Légion d'honneur depuis 1999.
- Commandeur de l'ordre national du Mérite, en janvier 2008.
- Croix du combattant volontaire de la Résistance
- Médaille militaire
- Croix de guerre 1939-1945

## Hommages

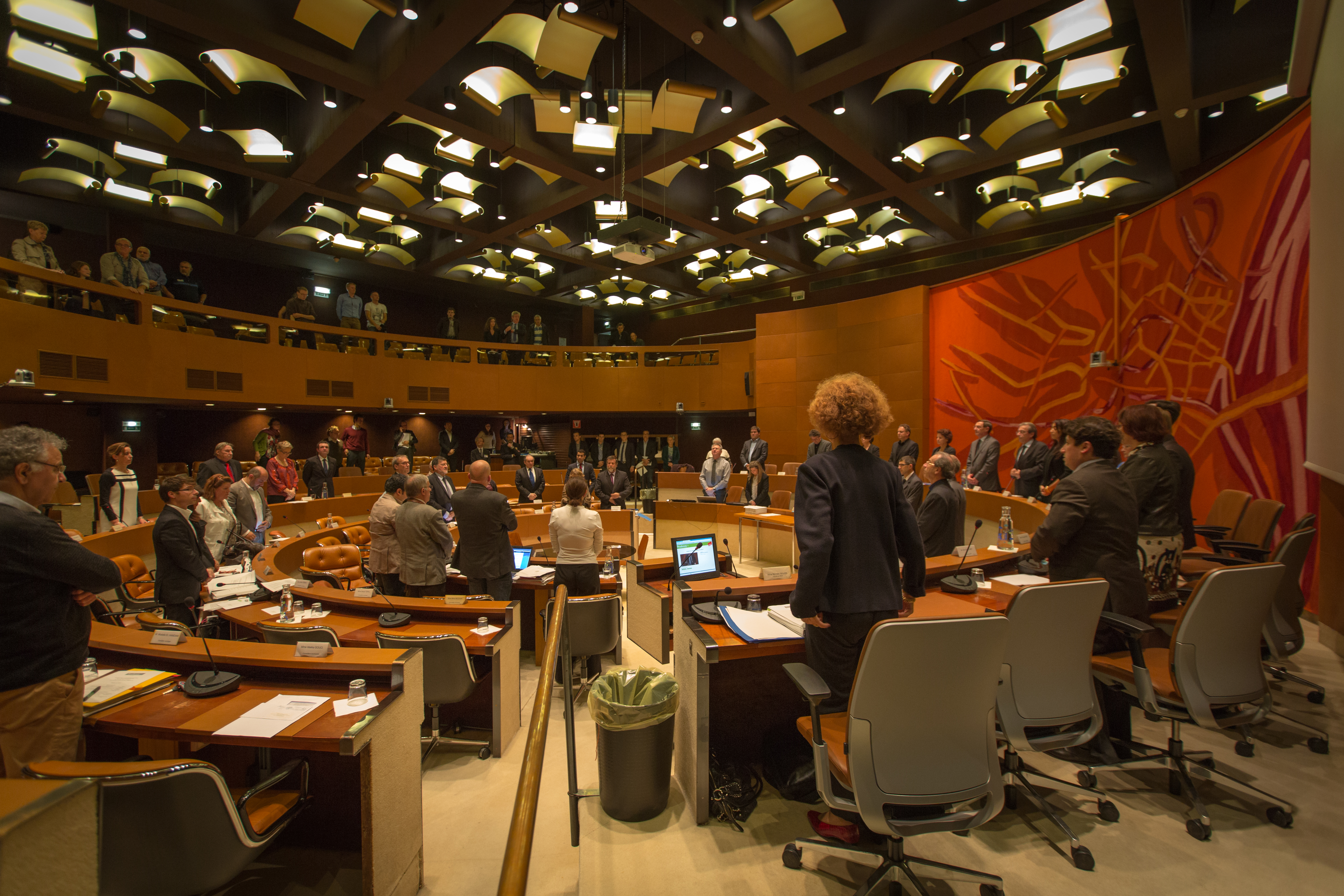
Minute de silence au conseil municipal de Strasbourg du 21 octobre 2013 en hommage à Gilbert May.

À l’annonce de sa disparition le sénateur-maire de Strasbourg, Roland Ries, a déclaré :
« Gilbert May fut marqué dans sa chair par la tragédie de la deuxième guerre mondiale : évacué en 1939, à l'image de tous les Strasbourgeois, voué, comme tant d'Alsaciens et de Mosellans, à l’incorporation de force dont il réussira à s'échapper, il aura connu la Résistance héroïque mais aussi l’horreur des camps et la douleur de la perte d’une partie des siens.

Témoin inlassable de cette terrible expérience, il avait choisi, comme le regretté Jean Samuel, de parcourir les écoles et de raconter, tout en continuant d’agir au sein d’instances liées au souvenir de la Déportation et de la Résistance.(…)

Gilbert May avait soin de rappeler que les derniers acteurs de cette période devenaient toujours plus rares et qu’il était impératif de conserver vivante la mémoire de la Shoah. Son appel : « n’oubliez jamais ! » continuera de résonner en nous. »
Philippe Richert, Président de la région Alsace, a déclaré : « La voix de Gilbert était humble et sa conscience toujours forte, lorsqu'il s'agissait de porter témoignage de ce qu'il avait vécu. Malgré l'âge, la lassitude et la fatigue, il se rendait dans les collèges et les lycées d'Alsace pour transmettre aux plus jeunes la mémoire de la Résistance et de la Déportation. Il savait qu'en agissant ainsi il veillait sur le souvenir de ceux qu'il avait vu tomber à ses côtés, dans les maquis de la Creuse, au Struthof, à Dachau ou dans les terribles marches de la Mort. Au moment où Gilbert May nous quitte, je ressens plus que jamais l'impérieux devoir qui échoit désormais à nos collectivités – notamment à travers le Mémorial d'Alsace-Moselle – de prendre le relais de ces hommes-là pour être, à leur tour, les dépositaires d'une mémoire que nous n'avons le droit ni d'effacer ni d'oublier. La disparition de Gilbert nous rappelle combien le devoir de mémoire est une haute exigence morale dans notre société. »
Une minute de silence a été observée au conseil municipal de Strasbourg en hommage à Gilbert May, le 21 octobre 2013.
Le 22 juin 2014, à l’occasion du 70e anniversaire de l’évacuation du camp de concentration de Natzwiller-Struthof, un hommage public lui est rendu au cours de la cérémonie qui lui est dédiée.

### Sources
- « Souvenirs d’un ancien résistant interné à Dachau »,  sur le site du judaïsme d’Alsace et de Lorraine.
- « La disparition d’un grand résistant », sur le site des DNA.
- « Gilbert May, résistant et survivant du Struthof »,  sur le site de L’Alsace.
- « Gilbert May, une des figures de la résistance alsacienne, est décédé ce lundi »,  Vidéo sur France 3.
- Biographie sur le site Mémoire de la Résistance.
- Biographie sur le site du Struthof